# Vlag van Doetinchem

De vlag van Doetinchem

De vlag van Doetinchem toont drie gelijke verticale banen in de kleuren wit-blauw-geel gerekend van de stok- of broekingzijde.

## Geschiedenis

De defileervlag van 1938

De vlag werd ingesteld bij raadsbesluit op 29 juli 1954. De kleuren zijn gebaseerd op de kleuren van het Wapen van Doetinchem. Onbekend is welke vlag Doetinchem in oude tijden voerde. Na 1938 blijkt de gemeente een defileervlag bestaande uit twee horizontale banen te gebruiken in de kleuren geel en blauw, met in de linkerbovenhoek het wapen van Doetinchem. Toen in 1954 een nieuw ontwerp in ontwikkeling was werd de gemeente geadviseerd om de banen verticaal te plaatsen omdat enkele gemeenten en een waterschap ook al horizontale banen in gebruik had voor hun vlaggen.
Aalten ·
Apeldoorn ·
Arnhem ·
Barneveld ·
Berg en Dal ·
Berkelland ·
Beuningen ·
Bronckhorst ·
Brummen ·
Buren ·
Culemborg ·
Doesburg ·
Doetinchem ·
Druten ·
Duiven ·
Ede ·
Elburg ·
Epe ·
Ermelo ·
Harderwijk ·
Hattem ·
Heerde ·
Heumen ·
Lingewaard ·
Lochem ·
Maasdriel ·
Montferland ·
Neder-Betuwe ·
Nijkerk ·
Nijmegen ·
Nunspeet ·
Oldebroek ·
Oost Gelre ·
Oude IJsselstreek ·
Overbetuwe ·
Putten ·
Renkum ·
Rheden ·
Rozendaal ·
Scherpenzeel ·
Tiel ·
Voorst ·
Wageningen ·
West Betuwe ·
West Maas en Waal ·
Westervoort ·
Wijchen ·
Winterswijk ·
Zaltbommel ·
Zevenaar ·
Zutphen